# Абиш ата Назарбай
Абиш ата Назарбай (каз. Әбіш ата Назарбай) — маленькая мечеть, для строителей и работников общественной организации, волонтеров  строющегося  медресе для девушек расположенная в столице Казахстана городе Астана.

## История
Здание в котором была размещена мечеть имени Абиш ата Назарбай  строилось  в 2003 году для строителей Медресе Әлжан Ана.. Она получила своё название в честь Абиша Назарбаева благодаря  Жамағата Центральной Мечети Астаны в признак любви и уважения Первому Президенту Независимой Республики Казахстана Нұрсұлтан Әбішұлы Назарбаева.  По инициативе Айши Оразбай, руководителя общественной организации «Айша» на территории мечети одновременно с Мечетью было начато строительство Женского Медресе имени матери Н.А.Назарбаева Альжан ана.   2 апреля 2011 года и октября 2011 года Айше Оразбай для проектирования медресе для женщин на 75 мест «Альжан-ана» в 15-м микрорайоне был выделен земельный участок 99 соток. Самофинансирование. Помогают и поддерживают в основном Женщины, Девушки, неравнодушые люди духовному воспитанию подрастающего поколения!  Мечеть Әбіш Ата Назарбай работает круглосуточно, помогает безработным и  приезжим в столицу получить специальность, помогает первое время в Астане с жильём, многодетным  матерям помогает одеждой, временным жильём ,  совместно с Акиматом г.Астана  помогает трудоустройством нуждающимся.  

## Описание
Здание мечети заложено по адресу улица Каркабат, 2 в Алматинском районе Астаны.